# What a Feeling
What a Feeling is een single van de Italiaanse dj Alex Gaudino en Amerikaanse zangeres Kelly Rowland.

## Tracklist
| Nr. | Titel                                       | Duur |
| --- | ------------------------------------------- | ---- |
| 1.  | What a Feeling (Radio Version)              | 2:58 |
| 2.  | What a Feeling (Extended Mix)               | 6:39 |
| 3.  | What a Feeling (Nicky Romero Remix)         | 7:07 |
| 4.  | What a Feeling (Hardwell Club Mix)          | 7:34 |
| 5.  | What a Feeling (I'm Still in Love Club Mix) | 8:12 |

| Nr. | Titel                                       | Duur |
| --- | ------------------------------------------- | ---- |
| 1.  | What a Feeling (Radio Edit)                 | 2:58 |
| 2.  | What a Feeling (Extended Mix)               | 6:39 |
| 3.  | What a Feeling (I'm Still in Love Club Mix) | 8:06 |
| 4.  | What a Feeling (Hardwell Remix)             | 7:33 |
| 5.  | What a Feeling (Promise Land Remix)         | 7:13 |
| 6.  | What a Feeling (Nicky Romero Remix)         | 7:07 |
| 7.  | What a Feeling (HJM Remix)                  | 6:19 |
| 8.  | What a Feeling (Simiolli & Black Remix)     | 5:48 |

| Nr. | Titel                         | Duur |
| --- | ----------------------------- | ---- |
| 1.  | What a Feeling (Radio Edit)   | 2:59 |
| 2.  | What a Feeling (Extended Mix) | 6:39 |

| Nr. | Titel                                       | Duur |
| --- | ------------------------------------------- | ---- |
| 1.  | What a Feeling (Radio Edit)                 | 2:58 |
| 2.  | What a Feeling (Extended Mix)               | 6:39 |
| 3.  | What a Feeling (I'm Still in Love Club Mix) | 8:12 |

| Nr. | Titel                                       | Duur |
| --- | ------------------------------------------- | ---- |
| 1.  | What a Feeling (Radio Edit)                 |      |
| 2.  | What a Feeling (Extended Mix)               |      |
| 3.  | What a Feeling (Sunship Remix)              |      |
| 4.  | What a Feeling (Hardwell Club Mix)          |      |
| 5.  | What a Feeling (HJM Remix)                  |      |
| 6.  | What a Feeling (I'm Still in Love Club Mix) |      |

## Hitlijsten

### Nederlandse Top 40
| Hitnotering: 18-06-2011 t/m 23-07-2011 | Hitnotering: 18-06-2011 t/m 23-07-2011 | Hitnotering: 18-06-2011 t/m 23-07-2011 | Hitnotering: 18-06-2011 t/m 23-07-2011 | Hitnotering: 18-06-2011 t/m 23-07-2011 | Hitnotering: 18-06-2011 t/m 23-07-2011 | Hitnotering: 18-06-2011 t/m 23-07-2011 | Hitnotering: 18-06-2011 t/m 23-07-2011 | Hitnotering: 18-06-2011 t/m 23-07-2011 |
| Week:                                  | 1                                      | 2                                      | 3                                      | 4                                      | 5                                      | 6                                      |                                        |                                        |
| -------------------------------------- | -------------------------------------- | -------------------------------------- | -------------------------------------- | -------------------------------------- | -------------------------------------- | -------------------------------------- | -------------------------------------- | -------------------------------------- |
| Positie:                               | 34                                     | 30                                     | 27                                     | 30                                     | 35                                     | 39                                     | uit                                    |                                        |

### NederlandseSingle Top 100
| Hitnotering: 28-05-2011 t/m 16-07-2011 | Hitnotering: 28-05-2011 t/m 16-07-2011 | Hitnotering: 28-05-2011 t/m 16-07-2011 | Hitnotering: 28-05-2011 t/m 16-07-2011 | Hitnotering: 28-05-2011 t/m 16-07-2011 | Hitnotering: 28-05-2011 t/m 16-07-2011 | Hitnotering: 28-05-2011 t/m 16-07-2011 | Hitnotering: 28-05-2011 t/m 16-07-2011 | Hitnotering: 28-05-2011 t/m 16-07-2011 | Hitnotering: 28-05-2011 t/m 16-07-2011 | Hitnotering: 28-05-2011 t/m 16-07-2011 |
| Week:                                  | 1                                      | 2                                      | 3                                      | 4                                      | 5                                      | 6                                      | 7                                      | 8                                      |                                        |                                        |
| -------------------------------------- | -------------------------------------- | -------------------------------------- | -------------------------------------- | -------------------------------------- | -------------------------------------- | -------------------------------------- | -------------------------------------- | -------------------------------------- | -------------------------------------- | -------------------------------------- |
| Positie:                               | 98                                     | 93                                     | 66                                     | 97                                     | 78                                     | 82                                     | 94                                     | 98                                     | uit                                    |                                        |

### Ultratop 50
| Hitnotering: 02-07-2011 t/m 06-08-2011 | Hitnotering: 02-07-2011 t/m 06-08-2011 | Hitnotering: 02-07-2011 t/m 06-08-2011 | Hitnotering: 02-07-2011 t/m 06-08-2011 | Hitnotering: 02-07-2011 t/m 06-08-2011 | Hitnotering: 02-07-2011 t/m 06-08-2011 | Hitnotering: 02-07-2011 t/m 06-08-2011 | Hitnotering: 02-07-2011 t/m 06-08-2011 | Hitnotering: 02-07-2011 t/m 06-08-2011 |
| Week:                                  | 1                                      | 2                                      | 3                                      | 4                                      | 5                                      | 6                                      |                                        |                                        |
| -------------------------------------- | -------------------------------------- | -------------------------------------- | -------------------------------------- | -------------------------------------- | -------------------------------------- | -------------------------------------- | -------------------------------------- | -------------------------------------- |
| Positie:                               | 45                                     | 38                                     | 38                                     | 32                                     | 33                                     | 43                                     | uit                                    |                                        |